# Skit Iwerskiej Ikony Matki Bożej i św. Sofroniusza w Kowaksie
Skit Iwerskiej Ikony Matki Bożej i św. Sofroniusza, skrótowo: Pustelnia św. Sofroniusza – prawosławny żeński klasztor nieopodal wsi Kowaksa położonej w rejonie arzamaskim obwodu niżnonowogrodzkiego. Znajduje się w lesie, około 10 km od najbliższego zamieszkanego punktu.

## Historia

### XIX–XX w.
Skit został założony pod koniec XIX w. przez archimandrytę Sofroniusza, byłego przełożonego Wysokogorskiego Monasteru w Arzamasie. W archiwalnych dokumentach monasteru z końca XIX w. mówi się o dwóch monasterskich leśnych posiadłościach nazywanych „bliższym lasem” i „dalszym lasem”. Z powodu znacznej odległości, „dalszy las” nie był wykorzystywany jako źródło drewna. Według danych z niżnonowogrodzkiego archiwum, w 1898 w „dalszym lesie” zostały wybudowane budynki gospodarcze oraz drewniany dom. Jako przyczynę tej budowy podawano, że namiestnik monasteru „jest już w słusznym wieku i wybiera się na odpoczynek”. Przez następne 10 lat budynki pozostały niezamieszkałe. Dopiero decyzją Duchownego Konsystorza z 16 listopada 1907 archimandryta Sofroniusz został zwolniony z funkcji przełożonego Wysokogorskiego Monasteru i od początku 1908 zamieszkał w przygotowanym wcześniej miejscu. Razem z nim przybyło 4 posłuszników. Wkrótce ukończono budowę kolejnego mieszkalnego korpusu, w którym znalazła się również domowa cerkiew. W budynku tym mieszkało 12 dziewcząt. Były to córki dzieci duchowych starca Sofroniusza, których rodzice odeszli do monasteru. 26 lipca 1908 dokonano poświęcenia cerkwi pw. Pana Naszego Jezusa Chrystusa, Który wstąpił do piekieł i Sobą wszystko wskrzesił. Po śmierci starca Sofroniusza w 1921 do pustelni przybył biskup niżnonowogrodzki i arzamaski Michał, który oficjalnie uznał skit w cześć Iwerskiej Ikony Matki Bożej i św. Sofroniusza patriarchy Jerozolimy. Bolszewickie władze zamknęły skit w 1929. 

### XXI w.
W maju 2000 ojciec Włodzimierz Cwietkow, mieszkaniec  Wałaamskiego Monasteru, otrzymał błogosławieństwo na utworzenie żeńskiej wspólnoty monastycznej niedaleko Petersburga. Rok później skit został zmieniony na męski, wspólnota żeńska musiała znaleźć dla siebie nowe miejsce. Siostry zdecydowały osiedlić się w lesie niedaleko wsi Kowaksa. Znajdowały się tam przewiezione ze wsi domy, w których mieszkało kilku stróżów-robotników. W grudniu 2002 spalił się dom modlitwy, który pełnił funkcję cerkwi, jednak nie był poświęcony. Niedługo potem  biskup niżnonowogrodzki i arzamaski Jerzy (Daniłow) przekazał wspólnocie antymins do cerkwi urządzonej w budynku mieszkalnym sióstr i położono kamień węgielny pod cerkiew Iwerskiej Ikony Matki Bożej. Budowy świątyni w stylu staroruskim podjęła się brygada z Petersburga. Niebawem zbudowano cerkiew nad grobem starca Sofroniusza, nowy budynek mieszkalny dla sióstr, mały i duży dom pielgrzyma.
Siostry zajmują się małym gospodarstwem i medycyną naturalną, pracują w sadzie i ogrodzie, zbierają grzyby i jagody. Niektóre z nich piszą ikony do nowych cerkwi, inne zajmują się rękodziełem.